# Afrique du Sud-Géorgie en rugby à XV
Cet article retrace les confrontations entre l'équipe d'Afrique du Sud de rugby à XV et l'équipe de Géorgie de rugby à XV. Les deux équipes se sont affrontées à 2 reprises les sud africains ont remporté toutes les rencontres

## Confrontations
| No | Date            | Lieu                     | Match                    | Score   | Compétition            |
| -- | --------------- | ------------------------ | ------------------------ | ------- | ---------------------- |
| 1  | 24 octobre 2003 | Sydney Australie         | Afrique du Sud – Géorgie | 46 – 19 | Coupe du monde (poule) |
| 2  | 2 juillet 2021  | Pretoria, Afrique du Sud | Afrique du Sud – Géorgie | 40 – 9  | test match             |